# Josef Fuchs
Josef Fuchs, també anomenat Sepp Fuchs, (Unteriberg, 24 de juliol de 1948) és un ciclista suís, a retirat, que fou professional entre 1972 i 1981. Durant la seva carrera esportiva destaquen els triomf al Campionat de Suïssa en ruta de 1972 i 1973 i la Lieja-Bastogne-Lieja de 1981 després de la desqualificació de Johan van der Velde per dopatge.

## Palmarès
- 1969
  - Vencedor d'una etapa del Tour de l'Avenir
- 1970
  -  Campió de Suïssa de persecució
- 1971
  - 1r al Giro del Mendrisiotto
  - Vencedor d'una etapa de la Milk Race
  - Vencedor d'una etapa del Tour de l'Avenir
- 1972
  -  Campió de Suïssa en ruta
  - 1r al Giro de Toscana
  - 1r a Lancy
  - Vencedor d'una etapa de la Tirrena-Adriàtica
- 1973
  -  Campió de Suïssa en ruta
- 1974
  - 1r a la Cronostafetta
- 1976
  - 1r a la Grabs-Voralp
- 1977
  - 1r a la Grabs-Voralp
- 1978
  - Vencedor d'una etapa de la Tirrena-Adriàtica
- 1979
  - 1r a la Rund Um die Rigi-Gersau
  - Vencedor d'una etapa de la Volta a Catalunya
  - Vencedor d'una etapa de la Volta a Suïssa
  - Vencedor d'una etapa de la Tirrena-Adriàtica
- 1980
  - Vencedor d'una etapa de la Volta a Suïssa
- 1981
  - 1r a la Lieja-Bastogne-Lieja
  - 1r al Gran Premi de Lugano

### Resultats al Giro d'Itàlia
- 1972. 30è de la classificació general
- 1973. Abandona
- 1974. 25è de la classificació general
- 1977. 22è de la classificació general
- 1978. Abandona
- 1979. 8è de la classificació general
- 1980. 8è de la classificació general
- 1981. 5è de la classificació general

### Resultats al Tour de França
- 1975. 8è de la classificació general
- 1976. Abandona (5a etapa)

### Resultats a la Volta a Espanya
- 1976. 8è de la classificació general